# トラシ

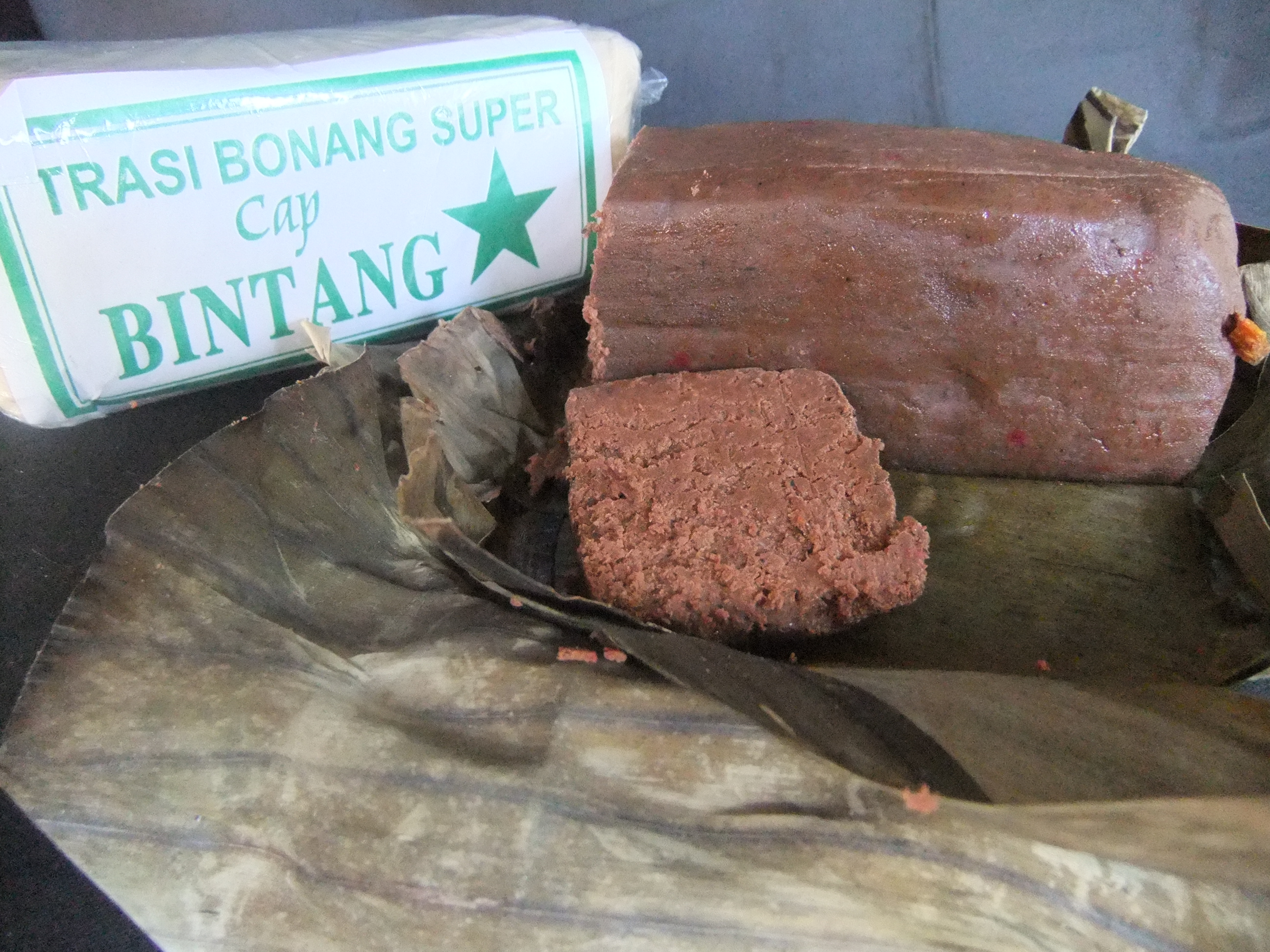
テラシ

トラシ（インドネシア語: terasi）は、小エビを発酵させて作るインドネシアの調味料。魚醤の一種であるが、液体のナンプラーなどとは違い、ペースト状もしくは固形である。
日本人にとっては刺激臭とも言える強烈な匂いがするが、同じように臭うものに日本ではくさやがある。マレーシアではブラチャン(belacan)、タイではカピ（กะปิ）、中国ではシアジャン（蝦醤）と呼ばれるが、総称としては英語のシュリンプペースト（shrimp paste）が使われる。
インドネシアでは唐辛子ベースの合わせ調味料サンバルによく使われ、これをスープや炒め物など多くの料理に使用する。通常は使用時に火で炙るか油で炒める。この時非常に強烈な匂いがするがそれにより臭みが飛ぶ。また野菜や果物にかけても食べられる。

## 使用される食物
- ナシゴレン
- サンバル・トラシ
- グリーンマンゴー